# Lucrezia Stefanini
Lucrezia Stefanini (Florencia, 15 de mayo de 1998) es una tenista italiana.
Stefanini tiene un ranking de individuales WTA más alto de su carrera, N.º 99, logrado el 7 de agosto de 2023. También tiene un ranking WTA más alto de su carrera, N.º 393 en dobles, logrado el 18 de abril de 2022.
Hizo su debut en el cuadro principal del WTA Tour en 2021, en el Torneo WTA de Abu Dabi 2021, luego de pasar la clasificación. Perdería en primera ronda con Elena Rybakina en dos set.
Hizo su debut en el cuadro principal de Grand Slam en 2023, en el Abierto de Australia 2023, luego de pasar la clasificación. Aquí ganó su primer partido en grand slam derrotan a Tatjana Maria en tres set y posteriormente perdería con Varvara Gracheva en dos set.
En octubre de 2023, alcanzó su primer cuartos de final en un torneo WTA fue en el Torneo de Monastir 2023, perdería con Clara Burel en dos set.